# عليم (منطقة)
عليم الدخلة أو بالأمازيغية ( ⵄⵍⵢⵎ ⴰⵍⴻⵅⵍ ) هي منطقة ريفية تتبع معتمدية السند من ولاية ڨفصة. يبلغ عدد سكان عليم سنة 2014م 5144 ساكن بحسب المعهد الوطني للإحصاء 

## تاريخ
```
على غرار بقية مناطق أرض عمرة، عرفت منطقة عليم أحداث عديدة في مواجهة الإستعمار الفرنسي ومن رموز المناضلين في تلك المنطقة كان شيحاوي (من ذلك سميت منطقة منزل شيحاوي) وأبناءه عمار وضو ومبارك.
```

## الموقع الجغرافي
```
تقع منطقة عليم الدخلة على بعد 12 كم من معتمدية السند . تعتبر منطقة عليم مركز منطقة عليم ككل التي تظم كل من المناصرية و منزل شيحاوي و سيدي صالح و البهلولة
```

## السكان
```
عديد الألقاب تنتشر في منطقة عليم و من بينها لقب براهمي و برهومي و عليمي و مناصري
```